# Großer und Kleiner Möggelinsee
Der Große und Kleine Möggelinsee ist ein 334,62 Hektar großes Naturschutzgebiet auf der Gemarkung der Stadt Zossen im Landkreis Teltow-Fläming im Land Brandenburg. Das Gebiet mit der Kenn-Nummer 1233, das den Großen und den Kleinen Möggelinsee umfasst, wurde mit Verordnung vom 14. Dezember 1999 unter Naturschutz gestellt. 

## Lage
Das FFH-Gebiet befindet sich im Osten des Landkreises und erstreckt sich über die Gemarkung von Lindenbrück, einem Ortsteil von Zossen sowie dessen Gemeindeteil Zesch am See. Nördlich grenzt das Naturschutzgebiet Jägersberg–Schirknitzberg an. Es folgen im Uhrzeigersinn die Ortsteile Egsdorf und Neuendorf der Stadt Teupitz, Zesch am See mit dem Naturschutzgebiet Großer und Westufer Kleiner Zeschsee, Lindenbrück sowie der Lindenbrücker Gemeindeteil Funkenmühle. Der südwestliche Teil des Naturschutzgebietes gehört naturräumlich zu den Mittelbrandenburgischen Platten und Niederungen, während der nordöstliche Teil zum Ostbrandenburgischen Heide- und Seengebiet zählt. Von Nordosten bis in den Südwesten verläuft eine Seenkette bestehend unter anderem aus dem Mellensee, dem Wolziger See, dem Kleinen Möggelinsee, dem Großen Möggelinsee sowie dem Kleinen und Großen Zeschsee. Sie stehen bei entsprechender Wasserführung untereinander in Verbindung. Daneben existieren einige Kleinstgewässer, die vermutlich durch die Ausgrabung von Torfen entstanden. Rund 70 % des Gebietes sind bewaldet; rund 14 % eutrophe Wasserflächen mit Verlandungsgürteln. Die mittlere Geländehöhe beträgt rund 47 m über NHN.

## Geschichte
Die Landschaft im Schutzgebiet entstand während der Weichsel-Eiszeit. Dabei bildeten sich im Südwesten zahlreiche Grundmoränen und Sanderflächen mit Endmoränenzügen. Der Nordosten ist von einzelnen Rinnentälern, Niederungen und Erosionstälern gekennzeichnet, die sich durch Grundmoränenplatten ziehen. Vereinzelt sind Flugsandflächen mit kleineren Dünen zu finden. Geprägt wurde die Landschaft in den vergangenen Jahrzehnten jedoch durch den benachbarten Truppenübungsplatz in Wünsdorf. In der Zeit der DDR war ein Großteil der Gemarkung militärisches Sperrgebiet, wurde jedoch nicht intensiv zu Übungszwecken genutzt. Die südlich der Seen liegenden Wiesen wurden bis etwa 1960 gemäht, anschließend aufgelassen. Nach der Wende bewirtschafteten die GSSD im westlichen Bereich in den Jahren 1988 bis 1990 einige Grünlandflächen als Weide für Rinder und Schweine. In den beiden Seen wurde gefischt. Teilweise wurde Torf abgebaut. Das Gebiet wurde per Verordnung zum 14. Dezember 1999 unter Schutz gestellt.

## Nutzung und Entwicklung
Das Gebiet liegt im Zuständigkeitsbereich der Oberförsterei Hammer. Jedoch befinden sich annähernd 97 % der Fläche im Jahr 2015 in Privatbesitz. Eine landwirtschaftliche Nutzung findet praktisch nicht statt. Die beiden Seen sind zwar verpachtet, werden aber ebenfalls nicht bzw. nicht mehr fischereilich genutzt. Allerdings erfolgt eine Bejagung, um Schalenwild zu reduzieren. Zur Pflege des Gebietes sollen nicht standortgerechte bzw. nicht heimische Forstkulturen wie Pappeln zu naturnahen Wäldern umgebaut werden. Dabei sollen bevorzugt Eichen und Kiefern erhalten und entwickelt werden. Die untere Naturschutzbehörde empfiehlt weiterhin eine gezielte Mahd der Feuchtwiesen. Ein 2015 vorgestellter Maßnahmenplan sieht zahlreiche Maßnahmen vor, um die Situation im Naturschutzgebiet zu verbessert. So sollen die offenen Sandflächen erhalten bzw. neu geschaffen werden, die Gewässer entschlammt und mit einer gezielten Mahd der Gehölzbestand reguliert werden.

## Flora und Fauna
Die Fauna und Flora wird durch die beiden Seen sowie die daran angrenzenden Waldflächen geprägt. An den Uferbereichen der beiden Seen sind häufig Moorwälder anzutreffen. Dort gedeihen Erlen, während in den nördlichen Bereichen der beiden Gewässer eher Birken anzutreffen sind. Weiterhin gedeihen Asch-Weiden, Stieleichen, Traubenkirschen und Draht-Schmielen. In den wenigen Offenflächen, die zu einem früheren Zeitpunkt als Weide genutzt wurden, entwickelten sich Streuwiesen. Auf ihnen wachsen beispielsweise die Strand-Grasnelke, Reitgräser, der Großer Knorpellattich, die Herbstzeitlose, aber auch gefährdete Arten wie die Schwarzschopf-Segge.
Es leben insgesamt sieben Fledermausarten in dem Naturschutzgebiet, darunter die Breitflügelfledermaus, die Wasserfledermaus, die Rauhautfledermaus und die Mückenfledermaus. Das Land Brandenburg vermutet, dass die Fledermäuse mangels geeigneter Höhlen ihre Winterquartiere außerhalb des FFH-Gebietes gefunden haben. Weiterhin nachgewiesen wurde die Schmale und Bauchige Windelschnecke sowie die Zauneidechse. In den Gewässern leben die Karausche sowie der Gründling. Ebenso wurde der Fischotter gesichtet.
Die Luft wird unter anderem vom Fischadler, dem Wespenbussard, dem Rotmilan und dem Seeadler bevölkert. Aber auch der Neuntöter, der Kormoran sowie der Wendehals wurden nachgewiesen. Die Gänsesäger sowie die Tafelente nutzen das Gebiet zur Rast bzw. als Winterquartier.